# Nando Neves
Fernando Maria „Nando” Neves (ur. 9 czerwca 1978 w Prai) – kabowerdeński piłkarz występujący na pozycji obrońcy.

## Kariera klubowa
Neves seniorską karierę rozpoczynał w 1998 roku w portugalskim zespole Amarante FC z czwartej ligi. W 1999 roku przeszedł do drugoligowego Portimonense SC. Spędził w nim rok. W 2000 roku wrócił do Republiki Zielonego Przylądka, gdzie został graczem klubu Batuque FC. W 2001 roku zdobył z nim Puchar regionu São Vicente, a w 2002 oraz 2003 mistrzostwo tego regionu.
Na początku 2005 roku Neves trafił do tunezyjskiego US Monastir. Jego barwy reprezentował przez 2,5 roku. W 2007 roku odszedł do katarskiego Al-Sailiya, a w 2009 roku podpisał kontrakt z czeskim Baníkiem Ostrawa. W Gambrinus Lidze zadebiutował 25 lipca 2009 roku w wygranym 2:1 pojedynku z 1. FK Przybram. Dla Baníka grał przez 2 lata.
W 2011 roku Neves wyjechał do Francji, by grać w tamtejszym drugoligowcu, LB Châteauroux. W Ligue 2 pierwszy mecz zaliczył 29 lipca 2011 roku przeciwko En Avant Guingamp (1:1).
| Sezon   | Klub           | Kraj    | Rozgrywki | Mecze | Bramki | Rozgrywki Europy | Mecze | Bramki |
| ------- | -------------- | ------- | --------- | ----- | ------ | ---------------- | ----- | ------ |
| 2009/10 | Banik Ostrawa  | Czechy  | Gambrinus | 26    | 3      | –                | –     | –      |
| 2010/11 | Banik Ostrawa  | Czechy  | Gambrinus | 28    | 4      | Liga Europy UEFA | 4     | 3      |
| 2011/12 | LB Châteauroux | Francja | Ligue 2   | 30    | 0      | –                | –     | –      |
| 2012/13 | LB Châteauroux | Francja | Ligue 2   | 30    | 1      | –                | –     | –      |

Stan na: koniec sezonu 2012/2013

## Kariera reprezentacyjna
W reprezentacji Republiki Zielonego Przylądka Neves zadebiutował w 2002 roku.